# Down for Whatever
"Down for Whatever" é uma canção da cantora norte-americana Kelly Rowland, gravada para o seu terceiro álbum de estúdio Here I Am. Conta com a participação do rapper The WAV.s, tendo sido composta e produzida por Nadir Khayat, Jimmy Joker, Bilal Hajji, com o auxílio de Teddy Sky na escrita. A música deriva de origens estilísticas do dance-pop e eurodance, e o seu lançamento ocorreu digitalmente a 26 de Outubro de 2011. O videoclipe contém cenas em que é mostrada a nudez de Kelly protegida por flashes de luz.

## Sobre a canção
"Down for Whatever" foi escrita por Nadir Khayat, Teddy Sky, Jimmy Joker, Bilal Hajji, enquanto sua produção ficou por conta de RedOne, Jimmy Joker e The WAV.s. A canção tem um estilo predominantemente dance, misturado com trance e house. "Down for Whatever" fala sobre como Kelly topa tudo com o seu namorado, desde a "fazer amor na pista de dança" à "ser criativos na hora do sexo".

## Recepção da crítica
Andy Kellman esxreveu para o Allmusic que "a canção eurodance merece a mesma atenção que o seu single anterior Commander (2010)". Ken Capobianco do Boston Globe que "o sentimento por trás da batida dançante de Down for Whatever deveria ter sido levado mais a serio no álbum inteiro". Jesse Cataldo da Slant Magazine concordou com Copobianco e disse que "a eletrônica Down for Whatever mascara uma sensualidade, adicionando sua voz em um vigoroso sintetizador. Já Hermione Hoby do The Guardian achou o título da canção desrespeitosa e disse que a canção é genérica". Andy Gill também concordou com Hoby e disse que "em Down for Whatever a falta de inspiração é clara." Nick Levine da BBC disse que com Forever and a Day & Down For Whatever, Kelly se torna em uma diva dance". Ao fazer uma resenha da canção, Lewis Corner do Digital Spy, encontrou semelhanças entre a canção e On the Floor (2011) de Jennifer Lopez e chamou a canção de "genérica e que Kelly não explora sua variedade musical."

## Faixas e formatos
| Descarga digital |                                                             |         |  |
| N.º              | Título                                                      | Duração |  |
| 1.               | "Down for Whatever"                                         | 4:11    |  |
| 2.               | "Down for Whatever" (True Tiger Remix)                      | 3:56    |  |
| 3.               | "Down for Whatever" (Max Sanna & Steve Pitron Remix - Edit) | 3:59    |  |
| 4.               | "Down for Whatever" (DJ Chuckle Remix)                      | 4:11    |  |

| CD single |                                                             |         |  |
| N.º       | Título                                                      | Duração |  |
| 1.        | "Down for Whatever" (versão do álbum)                       |         |  |
| 2.        | "Down for Whatever" (Max Sanna & Steve Pitron Remix - Edit) |         |  |

## Videoclipe
O videoclipe foi dirigido por Sarah Chatfield que já ajudou Kelly a criar "Forever and a Day", "Motivation" e "Lay It on Me". Contando apenas com feixes de luz para cobrir as partes íntimas, Kelly usa um sapato de salto alto todo cravejado de brilhantes. Além da cantora, que veste collant preto no meio do vídeo, bailarinos roubam a cena com incríveis passos de dança.

## Desempenho nas tabelas musicais

### Posições
| Tabela musical (2011)            | Melhor posição |
| -------------------------------- | -------------- |
| Bélgica - Ultratop (Flandres)    | 60             |
| Escócia - Scottish Singles Chart | 5              |
| Irlanda - IRMA                   | 38             |
| Reino Unido - UK Singles Chart   | 6              |

## Histórico de lançamento
| País          | Data                   | Formato                | Editora discográfica |
| ------------- | ---------------------- | ---------------------- | -------------------- |
| Reino Unido   | 12 de Setembro de 2011 | Rádio                  | Universal Motown     |
| Austrália     | 26 de Outubro de 2011  | Descarga digital       | Universal Motown     |
| Nova Zelândia | 26 de Outubro de 2011  | Descarga digital       | Universal Motown     |
| Austrália     | 31 de Outubro de 2011  | Contemporary hit radio | Universal Motown     |
| Alemanha      | 4 de Novembro de 2011  | Descarga digital       | Universal Motown     |
| Áustria       | 4 de Novembro de 2011  | Descarga digital       | Universal Motown     |
| Irlanda       | 18 de Novembro de 2011 | Descarga digital       | Universal Motown     |
| Noruega       | 18 de Novembro de 2011 | Descarga digital       | Universal Motown     |
| Suíça         | 18 de Novembro de 2011 | Descarga digital       | Universal Motown     |
| Bélgica       | 20 de Novembro de 2011 | Descarga digital       | Universal Motown     |
| Brasil        | 20 de Novembro de 2011 | Descarga digital       | Universal Motown     |
| Portugal      | 20 de Novembro de 2011 | Descarga digital       | Universal Motown     |
| Alemanha      | 2 de Dezembro de 2011  | CD single              | Universal Motown     |